# 紫鸚嘴魚
紫鸚嘴魚，為輻鰭魚綱鱸形目隆頭魚亞目鸚哥魚科的其中一種，分布於西大西洋區，從美國马里兰州南部至巴西里約熱內盧海域的珊瑚礁，棲息深度5-75公尺。其体色为深蓝色，夹带有浅蓝色斑点。该鱼主要以海藻为食，也会取食鱼卵。紫鹦嘴鱼会与同类一同捕食鱼卵，也会混进刺尾鱼群躲避天敌。

## 外貌描述
紫鹦嘴鱼全身为深蓝色，但身体两侧及鱼头附近有浅蓝色的斑点。这些斑点具体位置因个体而异，但所有个体总会有一块斑点位于其吻部下方。与其他鹦嘴鱼不同，紫鹦嘴鱼的体色不随年龄增长而变化，两性个体之间也没有显著差异。该鱼牙齿为蓝绿色，有背鰭硬棘9枚、背鰭軟條10枚、臀鰭硬棘3枚、臀鰭軟條11枚。紫鹦嘴鱼通常体长50厘米左右，最长的实测记录为77厘米，与其他鹦嘴鱼相比体型偏大。

## 物种分布
紫鹦嘴鱼最常见于加勒比海、墨西哥湾南部以及佛罗里达州南部水域，但其分布范围可北至马里兰州、南至巴西。

## 生态与习性

### 栖息地

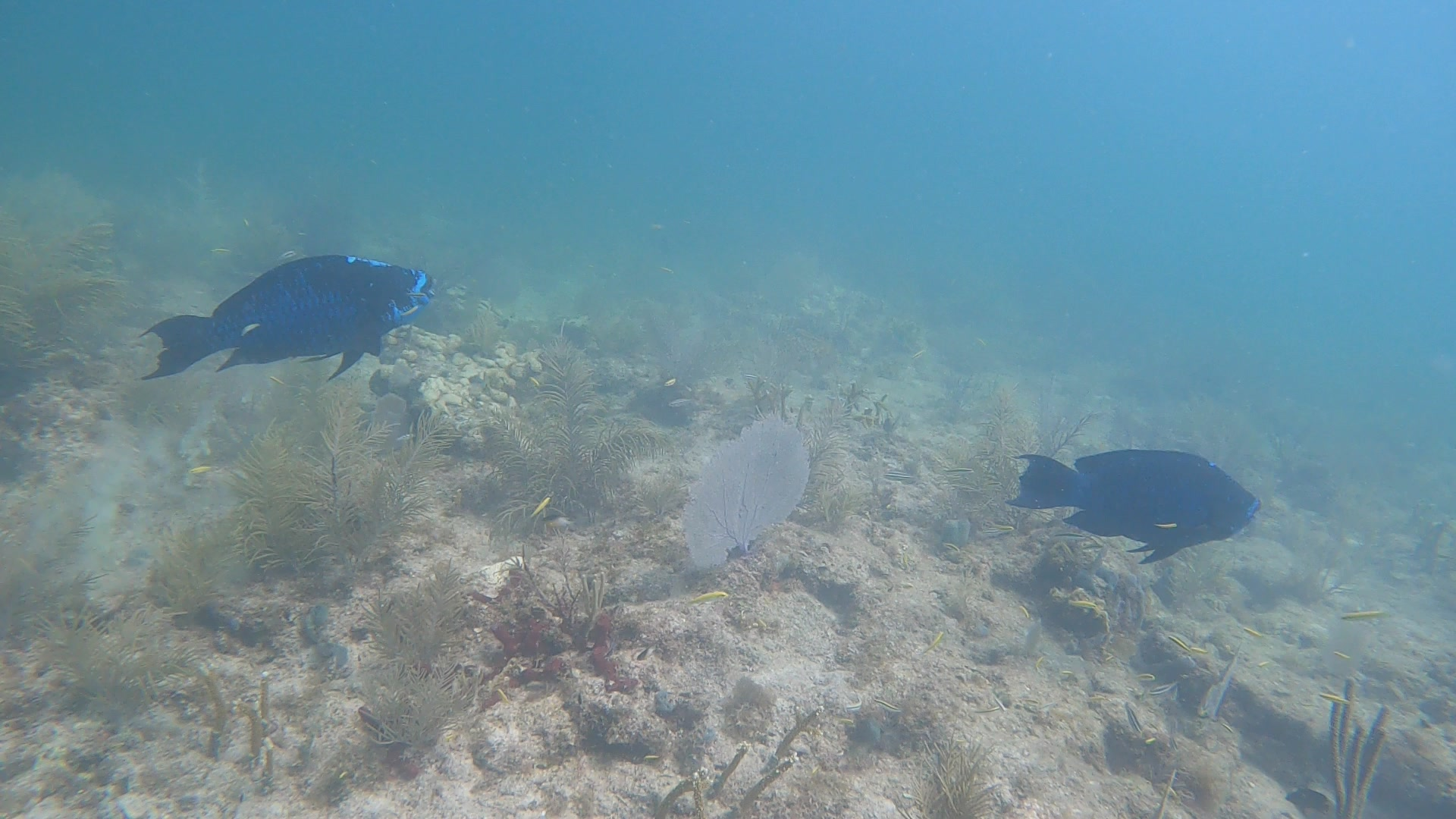
栖息于礁石上方的两条紫鹦嘴鱼

紫鹦嘴鱼主要栖息于靠近海岸的珊瑚礁，水深介于5米至75米之间，但对珊瑚礁的具体类型并不挑剔。

### 食性
紫鹦嘴鱼主要以藻类为食，其会以坚硬的齿板自珊瑚或是其他坚硬基质上刮下海藻取食。期间紫鹦嘴鱼还会无意吞下碳酸盐沉积物，并通过排泄将这些沉积物转移至周边区域。这一行为有助于控制藻类种群，并可刺激珊瑚生长。成年紫鹦嘴鱼一天可取食16000次，亚成年个体则更高，可达28000次。不同于其他鹦嘴鱼，紫鹦嘴鱼并无取食海绵的习性。此外，紫鹦嘴鱼还会食用岩豆娘鱼的鱼卵 。

### 群聚习性
同其他大型鹦嘴鱼一样，紫鹦嘴鱼的种群密度偏低，在取食藻类时鲜少与同类群聚，但会成群一同取食岩豆娘鱼鱼卵，以使亲鱼无力护卵。由于后者的巢穴内常见紫鹦嘴鱼的咬痕，可见这一行为相当普遍。此外，紫鹦嘴鱼还会混入同样食藻的蓝刺尾鱼群中。由于二者颜色相近，加之蓝刺尾鱼尾部有尖锐的棘刺以抵御天敌，这一行为有助于紫鹦嘴鱼躲避天敌。蓝刺尾鱼的鱼群规模在50—400条之间，其中最多可混有17条紫鹦嘴鱼，但大部分鱼群内只有1—2条。

## 经济利用
加勒比海的渔民会用鱼叉捕获较大的紫鹦嘴鱼，并将其制成腌鱼或直接作为鲜鱼出售